# 欧州連合の文化政策
欧州連合の文化政策（おうしゅうれんごうのぶんかせいさく）では、1992年に調印されたマーストリヒト条約で共同体の政策の対象に含まれるようになった、欧州連合の加盟国間の文化面での協力について概説する。欧州連合によって文化の分野で取られた行動には7年間の計画であるCulture 2000や欧州文化月間、メディア・プラス・プログラム、EUユース管弦楽団、欧州文化首都といったものがある。とくに欧州文化首都は欧州連合域内のある都市において1年間、その都市の文化の発展を促進する催事である。
さらに欧州連合では欧州理事会の強い要望により、多くの文化関連の計画が進められ、またヨーロッパと文化について扱うウェブポータルを解説して、欧州委員会や加盟国によって、あらゆるひとびとがヨーロッパの文化に、最先端技術を用いて触れることができるようなネットワークを進めている。

## スポーツ
スポーツについては加盟国がもっぱらその政策を担っており、欧州連合はそれに対して間接的な役割を果たしている。たとえば近年欧州連合ではドーピング対策に乗り出している。この分野における欧州連合の役割は、リスボン条約がすべての加盟国で批准されれば、将来において増えることが見込まれている。またスポーツに関する欧州連合の存在は労働の自由というところでも影響を与えており、いわゆるボスマン判決においては国内のサッカーリーグで欧州連合域内に国籍を持つ選手について、そのリーグのある国の国籍を持たないために外国人選手枠の制度を適用することを禁止するという判断がなされている。

## 市民権

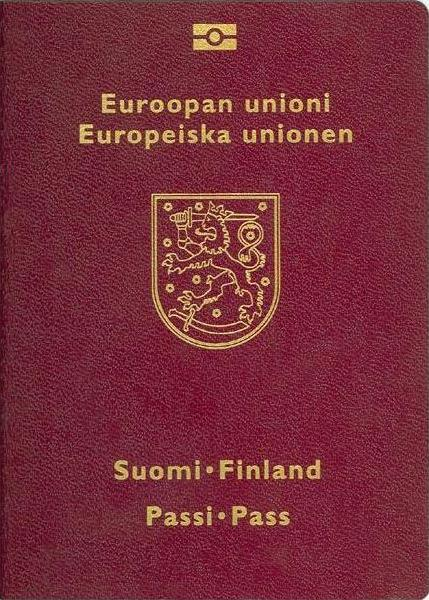
フィンランドのパスポート
上部にフィンランド語とスウェーデン語で「欧州連合」と印刷されている

1992年に調印されたマーストリヒト条約では欧州連合の市民の概念が盛り込まれている。
欧州連合の市民権は従来の各国での市民権を継承したものとなっており、加盟国の国籍を持つ市民は併せて「連合の市民」となるとうたわれている。
欧州連合の市民は欧州連合域内における権利やその恩恵を受けており、これらの多くは欧州連合の市民が出身国で与えられているものと同様の物となっている。その例として以下のような権利が挙げられる。
- 参政権
- 投票権および地方または欧州規模での選挙における被選挙権
- 地位を問わずに職に就く権利（防衛などの重要な職を除く各国の公務員を含む）

欧州連合加盟国はまたパスポートでも共通のデザインを用いて交付しており、ワインレッドの色で、加盟国名とその国章、「欧州連合」の出身国の公用語での表記が印刷されている。
欧州連合市民権はなおも充実し続けており、欧州司法裁判所は欧州連合の市民権について、「加盟国の国民の基本的な地位である」としている。欧州委員会においても欧州連合の市民権は欧州連合加盟国の国民に賦与された基本的な地位であると確認されている。

## 教育政策
年10万人以上の欧州連合の市民が欧州連合による教育、職業訓練、欧州連合市民育成に関するプログラムを受け、欧州連合域内の別の加盟国における生活、学習、労働の機会を得ている。このような機会により文化の相互理解や自己啓発、さらには欧州連合の潜在的な経済力を引き出すことにつながっている。欧州連合による各国の教育・訓練の質や、それらに関する加盟国ごとの制度の相互性が向上したことによって個人が欧州連合域内の移動を容易なものにし、職業や成長において重要なものとなっている。
アムステルダム条約の第149条では、欧州連合は「加盟国間の協力を促すことで質の高い教育を向上させることに貢献する」（仮訳）とされており、市民の域内の移動促進や共同学習プログラムの構築、ネットワークの設立、情報高官や言語教育といった幅広い分野でこの理念の実現に取り組んでいる。また同条約では欧州連合市民の生涯教育の促進に関わることについてもうたわれている。このため、欧州連合ではヨーロッパの次元での教育の実施や、その質の向上、生涯教育の奨励といったものについて、補完的な役割を果たしている。近年の欧州理事会では「ヨーロッパ知識社会」と銘打って、教育に対する欧州連合の貢献を強調している。
近年の欧州連合では、ボローニャ・プロセスなどのさまざまな調整プロジェクトを実施している。ボローニャ・プロセスはヨーロッパ中における学位や教育の質の基準を調整することで欧州高等教育圏を創設することが目的となっている。

## 言語
欧州連合の言語とは、欧州連合の加盟国内に住む人びとが使うさまざまな言語のことである。
そのような言語には欧州連合の公用語とされる23の言語や、そのほかの言語が含まれている。
欧州連合の言語政策では市民の多言語化の奨励、つまり母語に加えて2つの言語の修得を促している。これはヨーロッパの人びとの間でのコミュニケーションを容易にするということだけでなく、受容性の拡大や多様性の尊重を促すことも理由となっている。
欧州連合では多くのプログラムを作成し、言語習得や言語の多様性を積極的に促している。言語教育に関する制度については加盟各国の下で扱われている。

## 政治
欧州連合は27の加盟国による超国家的な連合体である。そこではさまざまな活動が行われており、中でも最も重要なのが単一市場に関するもので、関税同盟や15か国で使われている単一通貨、共通農業政策、共通漁業政策といったものが挙げられる。また欧州連合は加盟国政府の行動についてさまざまな調整を行っている。
欧州連合は単独の国としてみると世界最大の経済規模を持っており、2002年のGDPは9兆6130億ユーロに上る。欧州連合の経済は旧共産圏諸国の加盟により、今後10年間はさらに成長することが見込まれている。また共同防衛や外交政策にかんする協力関係の強化の動きが強まる傾向にある。
欧州連合では長期的に見ると、その統合が経済から次第に政治の分野にまで発展してきている。この傾向は欧州連合で扱われる政策分野の数が増えてきていることによるものであり、政治にかんする権限は加盟国から欧州連合に移っていることを示している。